# اس اس ماریالورا
اس اس ماریالورا (به انگلیسی: SS Marialaura) یک کشتی بود که طول آن ۴۳۱ فوت (۱۳۱ متر) بود. این کشتی در سال ۱۹۴۵ ساخته شد.